# Pirlindol
Pirlindolul este un compus organic derivat de indol care prezintă un efect de inhibare reversibilă a enzimei monoamin-oxidaza A, fiind utilizat ca antidepresiv în Rusia.:337 Este similar din punct de vedere structural cu tetrindolul și metralindolul.